# Polystachya eurychila
Polystachya eurychila är en orkidéart som beskrevs av Victor Samuel Summerhayes. Polystachya eurychila ingår i släktet Polystachya och familjen orkidéer. Inga underarter finns listade i Catalogue of Life.